# Costa Rica az 1972. évi nyári olimpiai játékokon
Costa Rica az NSZK-beli Münchenben megrendezett 1972. évi nyári olimpiai játékok egyik részt vevő nemzete volt. Az országot az olimpián 3 sportágban 3 sportoló képviselte, akik érmet nem szereztek.

## Atlétika
Férfi
| Versenyző    | Versenyszám | Előfutam | Előfutam | Előfutam | Döntő   | Döntő    |
| Versenyző    | Versenyszám | Idő      | Hely.    | Össz.    | Idő     | Helyezés |
| ------------ | ----------- | -------- | -------- | -------- | ------- | -------- |
| Rafael Pérez | 10 000 m    | 29:36,6  | 13.      | 37.      | kiesett | kiesett  |

## Cselgáncs
| Versenyző         | Versenyszám  | Csoport | 1. forduló              | 2. forduló        | 3. forduló        | 4. forduló        | Vigaszág 1. forduló | Vigaszág 2. forduló | Vigaszág 3. forduló | Elődöntő          | Döntő             | Helyezés |
| Versenyző         | Versenyszám  | Csoport | Ellenfél Eredmény       | Ellenfél Eredmény | Ellenfél Eredmény | Ellenfél Eredmény | Ellenfél Eredmény   | Ellenfél Eredmény   | Ellenfél Eredmény   | Ellenfél Eredmény | Ellenfél Eredmény | Helyezés |
| ----------------- | ------------ | ------- | ----------------------- | ----------------- | ----------------- | ----------------- | ------------------- | ------------------- | ------------------- | ----------------- | ----------------- | -------- |
| Roberto Solórzano | Félnehézsúly | B       | Eduard Aellig (AUT) · V | kiesett           | kiesett           | kiesett           |                     |                     |                     |                   |                   | 19.      |

## Sportlövészet
Nyílt
| Versenyző        | Versenyszám           | Pont | Helyezés |
| ---------------- | --------------------- | ---- | -------- |
| Hugo Chamberlain | Sportpuska, fekvő     | 586  | 68.      |
| Hugo Chamberlain | Sportpuska, összetett | 1086 | 56.      |